# Anthidium pullatum
Anthidium pullatum là một loài Hymenoptera trong họ Megachilidae. Loài này được Morice mô tả khoa học năm 1916.